# Natação artística no Campeonato Mundial de Esportes Aquáticos de 2023 - Rotina livre solo masculina

A estreia da prova de rotina livre solo masculina de natação artística no Campeonato Mundial de Esportes Aquáticos de 2023 fora realizada nos dias 18 e 19 de julho de 2023 na Marine Messe Fukuoka em Fukuoka, no Japão.

## Cronograma
Todos os horários estão na Hora Legal Japonesa (UTC+09).
| Data        | Hora  | Evento        |
| ----------- | ----- | ------------- |
| 18 de junho | 15:00 | Eliminatórias |
| 19 de junho | 16:30 | Final         |

## Formato da competição
A competição consiste em duas rodadas: preliminar e final. Os 12 melhores nadadores classificam-se a final. Nesta edição, como haviam apenas 10, todos estavam automaticamente classificados à final.

## Medalhistas
| Ouro                      | Prata                      | Bronze                          |
| Dennis González · Espanha | Gustavo Sánchez · Colômbia | Kenneth Gaudet · Estados Unidos |

## Resultados
| Pos. | Nadador                 | CON            | Eliminatória | Eliminatória | Final       | Final       |
| Pos. | Nadador                 | CON            | Pontos       | Pos.         | Pontos      | Pos.        |
| ---- | ----------------------- | -------------- | ------------ | ------------ | ----------- | ----------- |
| 1    | Dennis González         | Espanha        | 169.8521     | 4            | 193.0334    | 1           |
| 2    | Gustavo Sanchez         | Colômbia       | 166.3022     | 6            | 189.9625    | 2           |
| 3    | Kenneth Gaudet          | Estados Unidos | 179.7834     | 1            | 179.5562    | 3           |
| 4    | Yotaro Sato             | Japão          | 167.7478     | 5            | 167.9709    | 4           |
| 5    | Ranjuo Tomblin          | Reino Unido    | 172.5166     | 3            | 166.1792    | 5           |
| 6    | Quentin Rakotomalala    | França         | 145.3501     | 7            | 155.9813    | 6           |
| 7    | Kantinan Adisaisiributr | Tailândia      | 136.0416     | 8            | 139.9063    | 7           |
| 8    | Javier Ruisanchez       | Porto Rico     | 104.5375     | 9            | 103.7500    | 8           |
| 9    | Andy Gonzalez           | Cuba           | 84.8166      | 10           | 95.6146     | 9           |
|      | Eduard Kim              | Cazaquistão    | 173.0499     | 2            | Não iniciou | Não iniciou |